# Landtagswahl in Sachsen 2014
- Linke: 27
- SPD: 18
- Grüne: 8
- CDU: 59
- AfD: 14

- Regierung: 77
- Opposition: 49

Bei der Landtagswahl in Sachsen 2014 wurden am 31. August 2014 die Mitglieder des Sächsischen Landtags für die sechste Legislaturperiode gewählt. Die 60 Wahlkreise wurden neu zugeschnitten. Die Landtagswahl fand am letzten Tag vor Beginn des Unterrichts nach den sommerlichen Schulferien statt; zwei Wochen nach der Wahl fanden die Landtagswahlen in Brandenburg und in Thüringen statt.
Die CDU wurde mit 39,4 Prozent der Listenstimmen erneut mit Abstand stärkste Kraft im Landtag. Die Linke verlor nur leicht und blieb mit rund 19 Prozent zweitstärkste Partei, während die SPD mit leichten Zuwächsen auf über zwölf Prozent kam. Mit 9,7 Prozent zog die 2013 gegründete AfD aus dem Stand zum ersten Mal in einen Landtag ein. Die Grünen blieben mit 5,7 Prozent im Parlament. Dies gelang der NPD nicht, die mit 4,9 Prozent knapp an der Fünf-Prozent-Hürde scheiterte. Die bisher gemeinsam mit der CDU regierende FDP verlor über sechs Prozentpunkte und verpasste mit 3,8 Prozent der Stimmen klar den Wiedereinzug in den Landtag.
Die Wahlbeteiligung lag bei historisch niedrigen 49,1 Prozent (nur bei der Landtagswahl in Sachsen-Anhalt 2006 war die Beteiligung mit 44,4 Prozent bis dahin noch geringer).

## Ausgangssituation
- Linke: 29
- SPD: 14
- Grüne: 9
- FDP: 14
- CDU: 58
- NPD: 8

Aus der Landtagswahl 2009 war die CDU wie aus allen Wahlen seit 1990 als stärkste Kraft hervorgegangen. Ministerpräsident Stanislaw Tillich bildete damals das Kabinett von einer schwarz-roten Koalition zu einer schwarz-gelben Koalition um. Zum Zeitpunkt der Landtagswahl 2014 war diese Koalition die einzige noch bestehende aus CDU und FDP deutschlandweit auf Landesebene und zudem die einzige, an der die FDP beteiligt war. Eine Weiterführung dieser Koalition war zum Zeitpunkt der Wahl fraglich, da die FDP in Wahlumfragen zumeist unter der Sperrklausel (Fünf-Prozent-Hürde) lag. Der Wahlkampf der CDU war auf Tillich und bei der FDP auf den Vorsitzenden Holger Zastrow zugeschnitten, der keine gemeinsamen Wahlkampfveranstaltungen mit der Bundesspitze der FDP durchführte.
Die größte Oppositionspartei in Sachsen war Die Linke. Eine Option, den Ministerpräsidenten zu stellen, ergab sich nach Umfragewerten nur in Zusammenarbeit mit SPD und Grünen. Diese Option wurde von den anderen Parteien im Vorfeld jedoch abgelehnt.
Für die SPD und die CDU war die Landtagswahl in Sachsen der zweite Stimmungstest nach der Europawahl, nachdem sie auf Bundesebene 2013 wieder eine Große Koalition eingegangen waren. Dabei konnte die SPD trotz allgemein positiver Wahrnehmung der bisherigen Regierungsarbeit in Umfragen kaum zulegen. Der Wahlkampf war stark auf den Spitzenkandidaten Martin Dulig zugeschnitten, der auch seine Familie mit in den Wahlkampf einband.
Die Alternative für Deutschland (AfD) trat das erste Mal bei einer Landtagswahl in Sachsen an. Bei Bundestagswahl und Europawahl hatte die AfD ihr bundesweit stärkstes Ergebnis jeweils in Sachsen erringen können. So erhielt die Partei bei der Europawahl in Sachsen mehr als zehn Prozent der Stimmen.
Die NPD erreichte 2004 ihr bislang bestes Ergebnis bei einer Landtagswahl in Sachsen. Seitdem nahmen die Werte in Umfragen und bei Wahlen in Sachsen tendenziell ab.
Die folgende Tabelle zeigt die Ergebnisse der vorangegangenen Wahlen in Sachsen.
| Wahl           | Datum      | CDU    | Linke  | SPD    | Grüne | NPD   | AfD    | FDP   | Piraten | Tierschutzpartei |
| -------------- | ---------- | ------ | ------ | ------ | ----- | ----- | ------ | ----- | ------- | ---------------- |
| Europawahl     | 25.05.2014 | 34,5 % | 18,3 % | 15,6 % | 6,0 % | 3,6 % | 10,1 % | 2,6 % | 1,6 %   | 1,5 %            |
| Kommunalwahl   | 25.05.2014 | 40,5 % | 16,5 % | 11,4 % | 4,1 % | 4,6 % | 5,4 %  | 5,3 % | 0,2 %   | n. a.            |
| Bundestagswahl | 27.09.2013 | 42,6 % | 20,0 % | 14,6 % | 4,9 % | 3,3 % | 6,8 %  | 3,1 % | 2,5 %   | n. a.            |

## Teilnehmende Parteien
Parteien, die an der Wahl teilnehmen wollten, mussten ihre Wahlvorschläge bis zum 26. Juni 2014 beim Landeswahlleiter einreichen. Zuvor mussten Parteien, die nicht im Deutschen Bundestag oder einem deutschen Landesparlament auf Grund eigener Wahlvorschläge vertreten waren oder bei der letzten Bundestagswahl als Parteien im Sinne des Parteiengesetz anerkannt wurden, ihre Teilnahme an der Wahl bis 2. Juni 2014 anzeigen. Drei Vereinigungen zeigten die Teilnahme an, von denen nur die Deutsche Soziale Union als Partei im Sinne des Parteiengesetzes anerkannt wurde.
Parteien, die nicht im Bundestag oder einem Landtag vertreten waren, mussten zur Zulassung der Landesliste 1000 Unterstützungsunterschriften vorlegen; für einen Kreiswahlvorschlag genügten die Unterschriften von 100 Wahlberechtigten. Am 4. Juli wurde vom Landeswahlausschuss über die Zulassung der 15 eingereichten Landeslisten entschieden.
Die Landeslisten folgender Parteien wurden zur Wahl zugelassen (in der Reihenfolge, in der sie auf dem Stimmzettel standen):
| Kürzel           | Partei                                                                                        | Spitzenkandidat   | Mitgliederzahl |
| ---------------- | --------------------------------------------------------------------------------------------- | ----------------- | -------------- |
| CDU              | Christlich Demokratische Union Deutschlands                                                   | Stanislaw Tillich | 12.000         |
| Linke            | Die Linke                                                                                     | Rico Gebhardt     | 9.686          |
| SPD              | Sozialdemokratische Partei Deutschlands                                                       | Martin Dulig      | 4.588          |
| FDP              | Freie Demokratische Partei                                                                    | Holger Zastrow    | 2.200          |
| Grüne            | Bündnis 90/Die Grünen                                                                         | Antje Hermenau    | 1.370          |
| NPD              | Nationaldemokratische Partei Deutschlands                                                     | Holger Szymanski  | 761            |
| Tierschutzpartei | Partei Mensch Umwelt Tierschutz                                                               | Andreas Hantzsche | 28             |
| Piraten          | Piratenpartei Deutschland                                                                     | Sandra Willer     | 805            |
| BüSo             | Bürgerrechtsbewegung Solidarität                                                              | Karsten Werner    | 80             |
| DSU              | Deutsche Soziale Union                                                                        | Roberto Rink      | 110            |
| AfD              | Alternative für Deutschland                                                                   | Frauke Petry      | 680            |
| pro Deutschland  | Bürgerbewegung pro Deutschland                                                                | Mirko Schmidt     | 296            |
| Freie Wähler     | Freie Wähler                                                                                  | Steffen Große     | 86             |
| Die PARTEI       | Partei für Arbeit, Rechtsstaat, Tierschutz, Elitenförderung und basisdemokratische Initiative | Tobias Göthert    | 360            |

Die Landesliste der Die Parteifreien Wähler (DPFW) wurde nicht zur Wahl zugelassen.

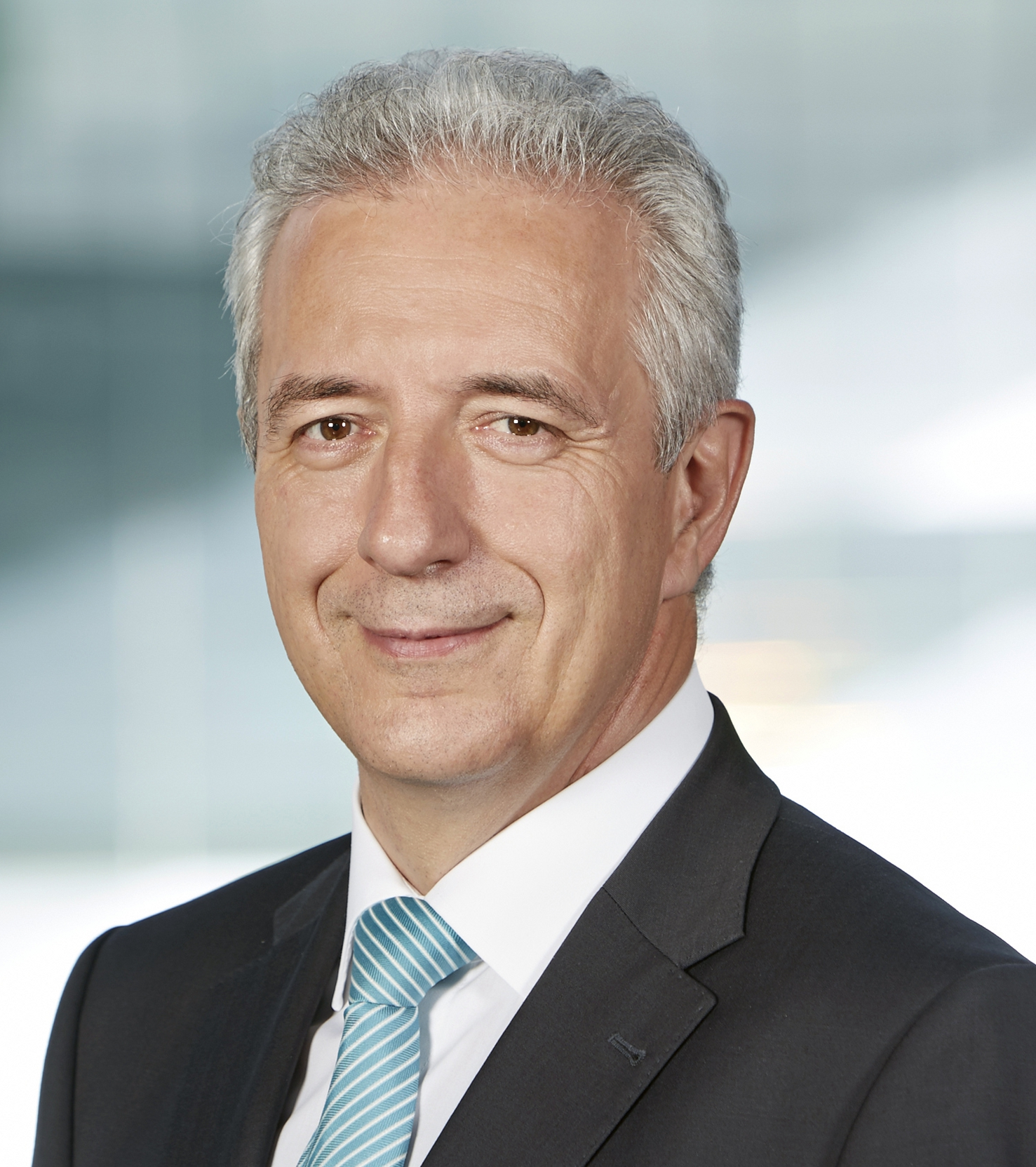
Stanislaw Tillich, CDU
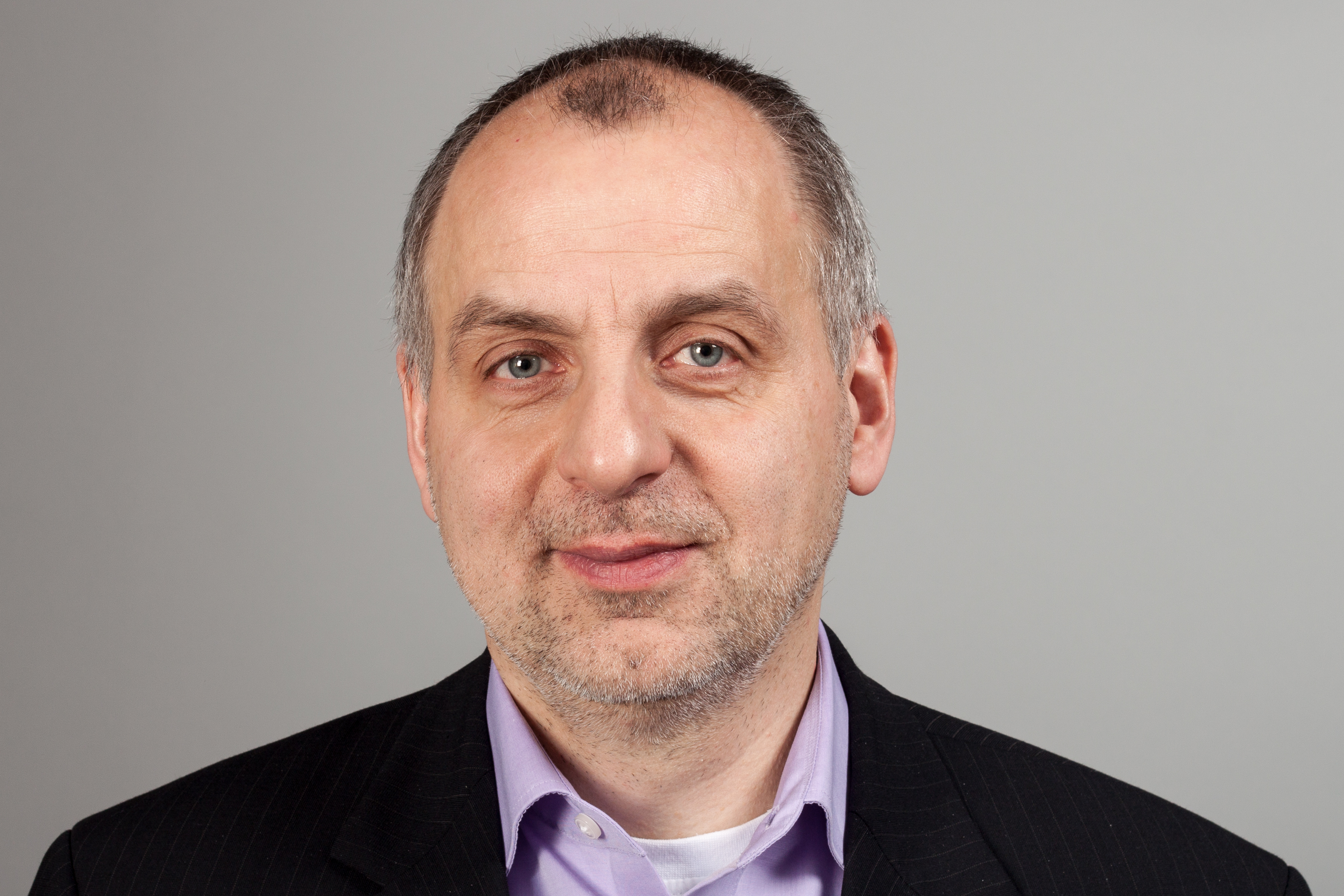
Rico Gebhardt, Linke
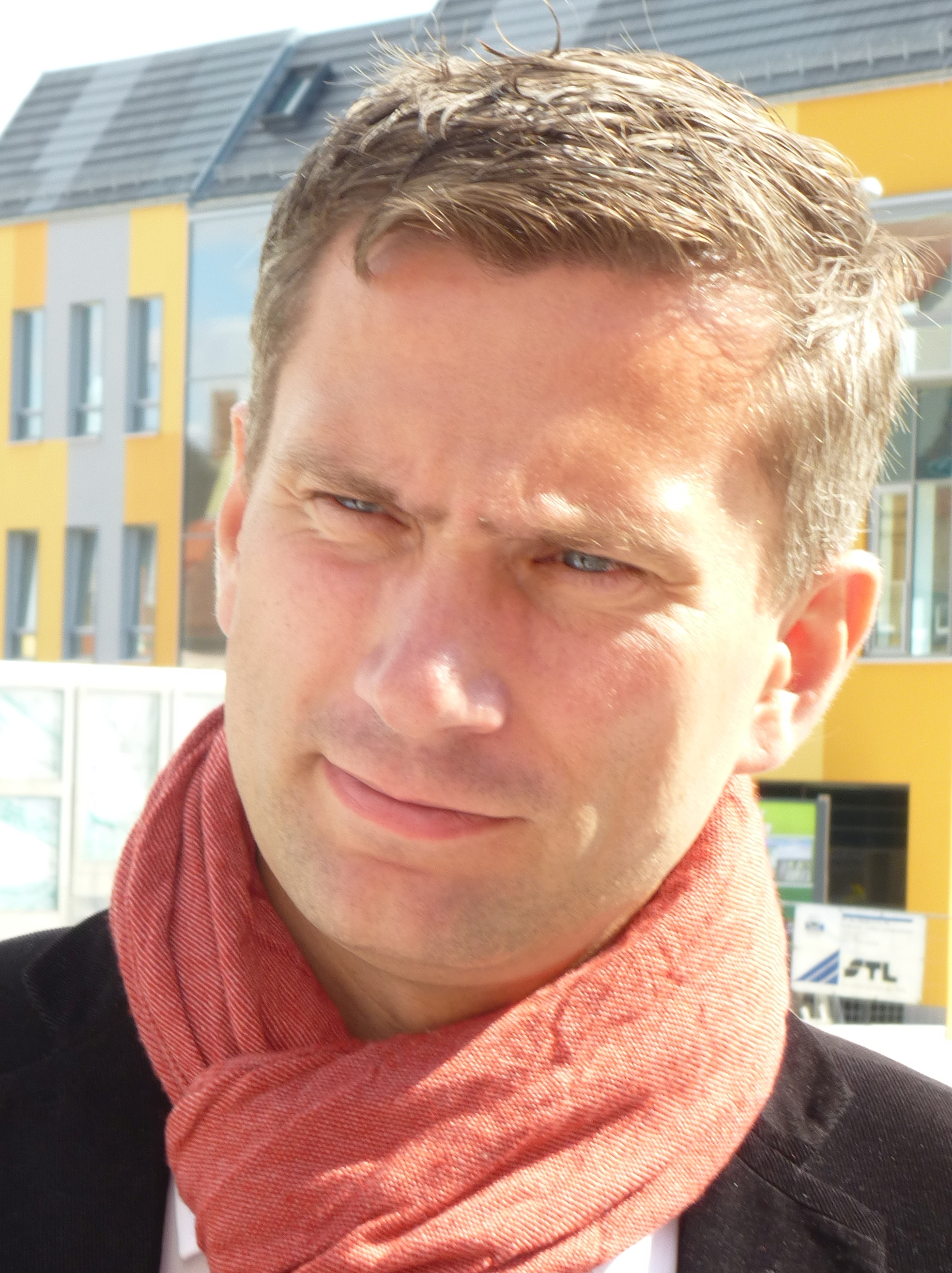
Martin Dulig, SPD
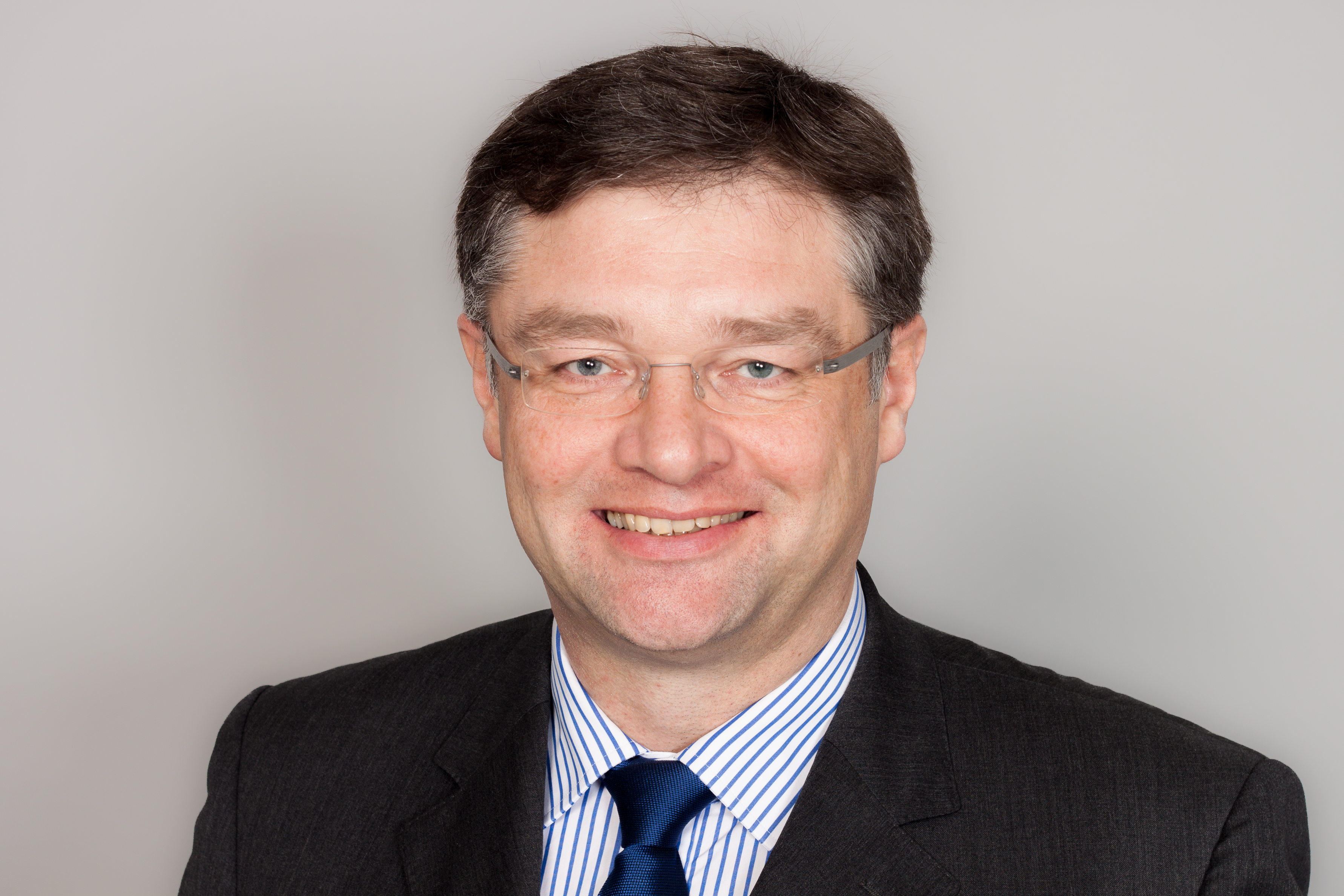
Holger Zastrow, FDP
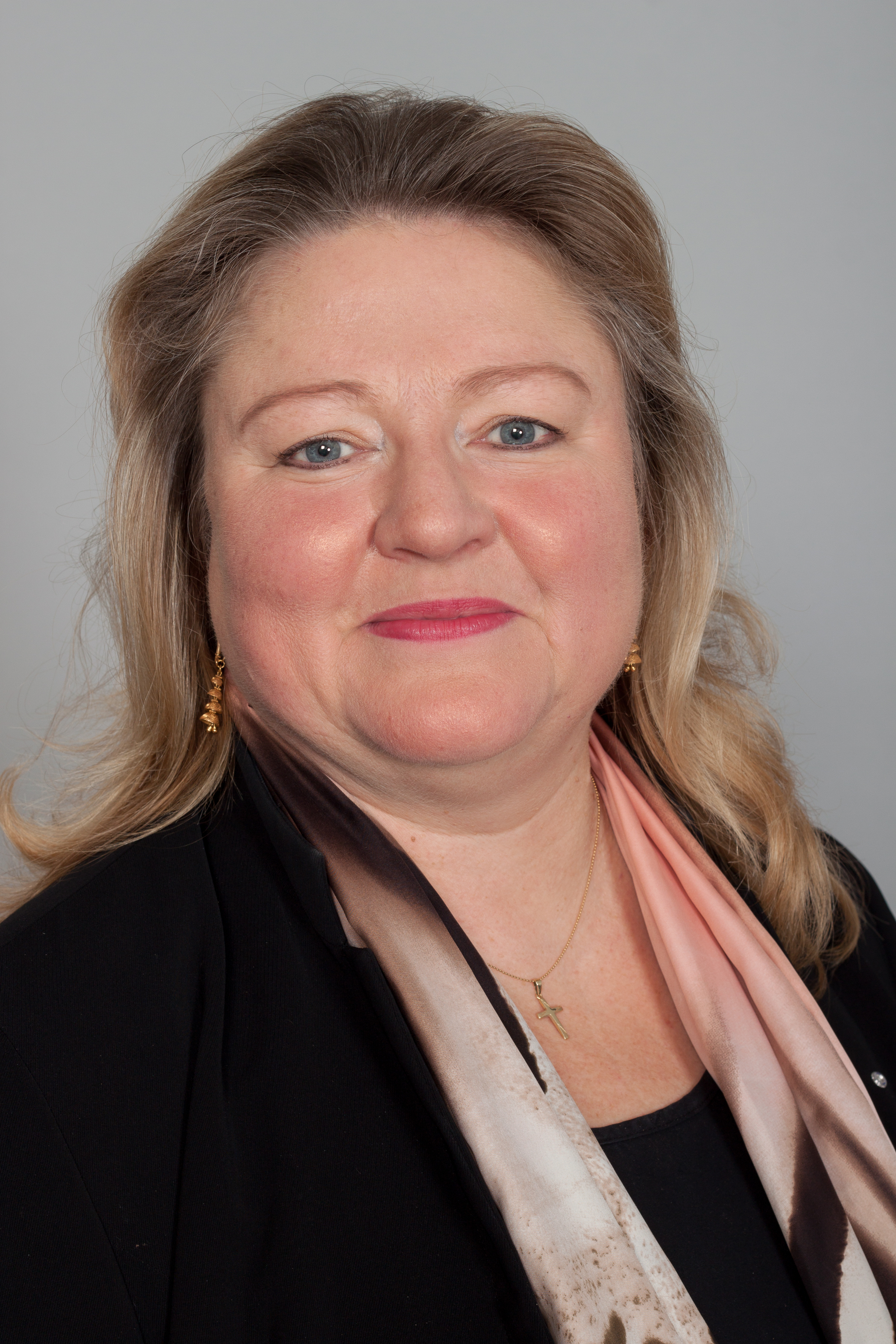
Antje Hermenau, Grüne
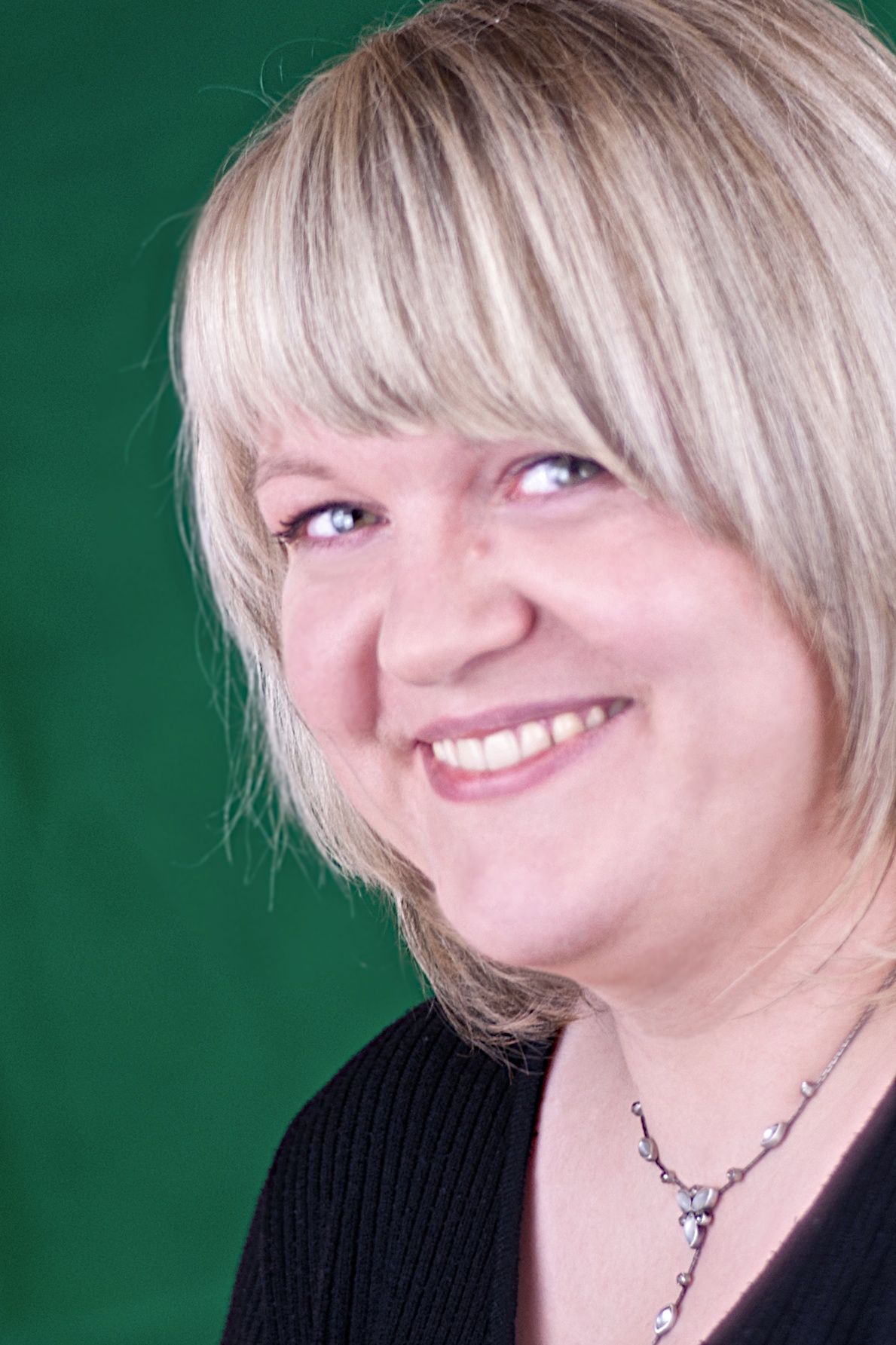
Sandra Willer, PIRATEN
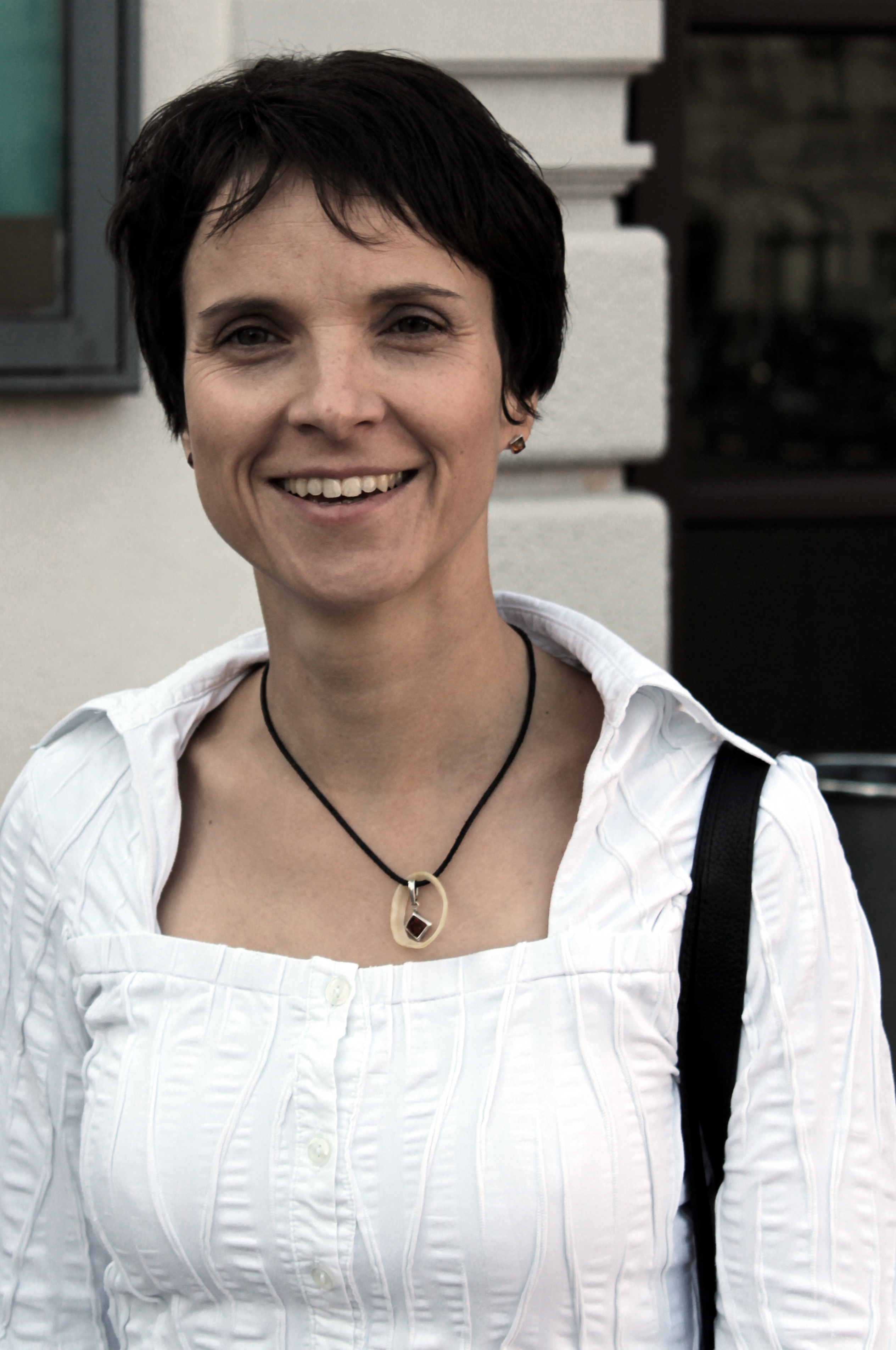
Frauke Petry, AfD

## Koalitionsaussagen vor der Wahl
Die Umfragen legten nahe, dass die CDU abermals stärkste Kraft im Freistaat werden würde. Der amtierende und nach Ansicht der Meinungsforscher auch zukünftige Ministerpräsident Stanislaw Tillich (CDU) würde in diesem Fall die Koalitionsverhandlungen führen. Neben der SPD hofften auch die Grünen auf eine Koalition mit der CDU. Eine schwarz-grüne Koalition galt aber als unwahrscheinlich, da die Grünen den Braunkohleabbau in Sachsen bekämpften.
Kurz vor der Wahl konnte sich Tillich eine Koalition mit der FDP, der SPD und den Grünen vorstellen. Für Carsten Linnemann, den Vorsitzenden der CDU/CSU-Mittelstandsvereinigung, war eine Koalition mit den Grünen eine denkbare Alternative, wenn die FDP den Einzug in den Landtag nicht schaffen sollte. Auch eine Koalition mit der AfD schloss Tillich nicht aus, obwohl sich die Bundesspitze der CDU zuvor dagegen ausgesprochen hatte. Nach einer CDU-Präsidiumssitzung bekräftigte Generalsekretär Peter Tauber die Position, dass es mit der AfD aus maßgeblichen Gründen keine Zusammenarbeit geben könne, was für Bund und Länder gelte.
Die Linke blieb als laut Umfragen stärkste Oppositionspartei von der CDU unberücksichtigt. Sie wollte eine Koalition vor allem mit der SPD bilden. Die SPD steht einem solchen Bündnis zurückhaltend bis kritisch gegenüber.

## Amtliches Endergebnis
Die CDU erreichte mit 39,4 Prozent den größten Anteil der Listenstimmen in allen Wahlkreisen und gewann auch fast alle Direktmandate (Ausnahme: Wahlkreis 28 Leipzig 2 ging mit 28,3 % an Juliane Nagel, Die Linke). Die Linke und die SPD erreichten mit 18,9 Prozent bzw. 12,4 Prozent die Plätze zwei und drei. Mit 9,7 Prozent zog die 2013 gegründete AfD aus dem Stand zum ersten Mal in einen Landtag ein. Die Grünen blieben mit 5,7 Prozent im Parlament. Der NPD gelang es nicht, zum dritten Mal in Folge einzuziehen: Mit 4,9 Prozent scheiterte sie knapp an der Fünf-Prozent-Hürde – es fehlten weniger als 900 Stimmen. Die bisher gemeinsam mit der CDU regierende FDP verlor über 6 % und verpasste mit 3,8 Prozent der Stimmen klar den Wiedereinzug in den Landtag, verlor ihre letzte Regierungsbeteiligung auf Länderebene und damit auch ihren Einfluss im Bundesrat.
Laut sächsischem Wahlgesetz ist die Zahl der Ausgleichsmandate beschränkt und darf höchstens so hoch sein wie die Zahl der Überhangmandate. Wäre sie nicht beschränkt gewesen, hätte die Linkspartei einen Sitz mehr erhalten. In der folgenden Wahl trat das Phänomen nicht mehr auf.

Die Stimmenmehrheiten der Erststimmen (l.) und Zweitstimmen (r.) in den Landtagswahlwahlkreisen von Sachsen

| Listen                          | Listen            | Erststimmen | Erststimmen | Erststimmen | Erststimmen | Zweitstimmen | Zweitstimmen | Zweitstimmen | Zweitstimmen | Mandate | Mandate |
| Listen                          | Listen            | Stimmen     | %           | +/-         | Mandate     | Stimmen      | %            | +/-          | Mandate      | Anzahl  | +/-     |
| ------------------------------- | ----------------- | ----------- | ----------- | ----------- | ----------- | ------------ | ------------ | ------------ | ------------ | ------- | ------- |
|                                 | CDU               | 646.729     | 39,7        | +0,7        | 59          | 645.414      | 39,4         | –0,8         | –            | 59      | +1      |
|                                 | Die Linke         | 341.798     | 21,0        | –1,4        | 1           | 309.581      | 18,9         | –1,70        | 26           | 27      | –2      |
|                                 | SPD               | 215.689     | 13,2        | +1,7        | –           | 202.396      | 12,4         | +1,9         | 18           | 18      | +4      |
|                                 | AfD               | 105.024     | 6,4         | N/A         | –           | 159.611      | 9,7          | N/A          | 14           | 14      | +14     |
|                                 | Grüne             | 102.614     | 6,3         | –1,4        | –           | 93.857       | 5,7          | –0,7         | 8            | 8       | –1      |
|                                 | NPD               | 83.717      | 5,1         | –0,5        | –           | 81.051       | 4,9          | –0,7         | –            | –       | –8      |
|                                 | FDP               | 66.330      | 4,1         | –8,2        | –           | 61.840       | 3,8          | –6,2         | –            | –       | –14     |
|                                 | Freie Wähler      | 32.389      | 2,0         | N/A         | –           | 26.434       | 1,6          | N/A          | –            | –       | –       |
|                                 | Tierschutzpartei  | –           | –           | N/A         | –           | 18.611       | 1,1          | –0,9         | –            | –       | –       |
|                                 | Piraten           | 25.946      | 1,6         | +1,6        | –           | 18.157       | 1,1          | –0,8         | –            | –       | –       |
|                                 | Die PARTEI        | 3.008       | 0,2         | N/A         | –           | 11.588       | 0,7          | N/A          | –            | –       | –       |
|                                 | BüSo              | 5.874       | 0,4         | ±0,0        | –           | 3.340        | 0,2          | ±0,0         | –            | –       | –       |
|                                 | pro Deutschland   | –           | –           | N/A         | –           | 3.149        | 0,2          | N/A          | –            | –       | –       |
|                                 | DSU               | 252         | 0,0         | –0,1        | –           | 2.470        | 0,2          | ±0,0         | –            | –       | –       |
|                                 | Einzelbewerber    | 1.065       | 0,1         | –0,4        | –           | –            | –            | –            | –            | –       | –       |
| Gesamt                          | Gesamt            | 1.630.435   | 100         |             | 60          | 1.637.499    | 100          |              | 66           | 126     | –6      |
|                                 |                   |             |             |             |             |              |              |              |              |         |         |
| Ungültige Stimmen               | Ungültige Stimmen | 29.062      | 1,8         | –0,6        |             | 21.998       | 1,3          | –0,5         |              |         |         |
| Wähler                          | Wähler            | 1.659.497   | 49,1        | –3,1        |             | 1.659.497    | 49,1         | –3,1         |              |         |         |
| Wahlberechtigte                 | Wahlberechtigte   | 3.376.627   |             |             |             | 3.376.627    |              |              |              |         |         |
|                                 |                   |             |             |             |             |              |              |              |              |         |         |
| Quelle: Statistisches Landesamt |                   |             |             |             |             |              |              |              |              |         |         |

### Wahlergebnis in den Gemeinden und kreisfreien Städten
Die folgenden Karten zeigen die (relativen) Mehrheiten der Direktstimmen (l.) und Listenstimmen (r.) in den Gemeinden, sowie den Stadt- bzw. Ortsteilen der kreisfreien Städte.

Direktstimmen
Listenstimmen

| CDU20–30 %30–40 %40–50 %50–60 %60–70 %70–80 % | Linke20–30 %30–40 % | Grüne20–30 %30–40 % | SonstigesKeine Stimmen |

## Regierungsbildung
Die CDU sondierte mit den Grünen und mit der SPD. Die Sondierungen zwischen Union und Grünen endeten ergebnislos, als Knackpunkte nannten die Grünen die Energiepolitik und die Bildungspolitik. Antje Hermenau trat infolgedessen am 20. September zurück. Am 19. September begannen Koalitionsverhandlungen zwischen CDU und SPD. Am 9. November 2014 gab die SPD bekannt, dass 82,2 Prozent ihrer Mitglieder dem Koalitionsvertrag zwischen CDU und SPD zugestimmt haben.

## Umfragen

### Sonntagsfrage
| Institut                | Datum         | CDU    | Linke  | SPD    | FDP    | Grüne | NPD   | Piraten | AfD   | Freie Wähler | Sonstige |
| ----------------------- | ------------- | ------ | ------ | ------ | ------ | ----- | ----- | ------- | ----- | ------------ | -------- |
| Ergebnis                | 31.08.2014    | 39,4 % | 18,9 % | 12,4 % | 3,8 %  | 5,7 % | 4,9 % | 1,1 %   | 9,7 % | 1,6 %        | 2,5 %    |
| Forschungsgruppe Wahlen | 28.08.2014    | 40,5 % | 19 %   | 15 %   | 3 %    | 5,5 % | 5 %   | n. a.   | 7 %   | n. a.        | 5 %      |
| Infratest dimap         | 21.08.2014    | 40 %   | 19 %   | 14 %   | 3,5 %  | 6,5 % | 5 %   | n. a.   | 7 %   | n. a.        | 5 %      |
| Forschungsgruppe Wahlen | 21.08.2014    | 39 %   | 20 %   | 15 %   | 3 %    | 6 %   | 5 %   | n. a.   | 7 %   | n. a.        | 5 %      |
| uniQma                  | 18.08.2014    | 42 %   | 18 %   | 13 %   | 3 %    | 6 %   | 4 %   | 1 %     | 6 %   | 2 %          | 5 %      |
| IM Field                | 09.08.2014    | 43 %   | 20 %   | 14 %   | 3 %    | 7 %   | 3 %   | n. a.   | 5 %   | n. a.        | 5 %      |
| INSA                    | 08.08.2014    | 40 %   | 19 %   | 14 %   | 5 %    | 5 %   | 4 %   | n. a.   | 6 %   | n. a.        | 6 %      |
| Ergebnis 2009           | Ergebnis 2009 | 40,2 % | 20,6 % | 10,4 % | 10,0 % | 6,4 % | 5,6 % | 1,9 %   | –     | 1,4 %*       | 3,5 %    |

| \| Institut \| Datum \| CDU \| Linke \| SPD \| FDP \| Grüne \| NPD \| Piraten \| AfD \| Freie Wähler \| Sonstige \| \| ------------------- \| ---------- \| ---- \| ----- \| ---- \| --- \| ----- \| --- \| ------- \| ----- \| ------------ \| -------- \| \| Infratest dimap[23] \| 10.07.2014 \| 42 % \| 21 % \| 13 % \| 4 % \| 7 % \| 3 % \| n. a. \| 7 % \| n. a. \| 3 % \| \| Forsa[23] \| 20.06.2014 \| 42 % \| 18 % \| 15 % \| 3 % \| 6 % \| 3 % \| n. a. \| 8 % \| n. a. \| 5 % \| \| uniQma[23] \| 13.06.2014 \| 45 % \| 16 % \| 13 % \| 3 % \| 6 % \| 3 % \| 2 % \| 7 % \| 2 % \| 3 % \| \| Infratest dimap[23] \| 30.04.2014 \| 43 % \| 18 % \| 16 % \| 4 % \| 6 % \| 4 % \| n. a. \| 6 % \| n. a. \| 3 % \| \| dimap[23] \| 29.03.2014 \| 45 % \| 17 % \| 15 % \| 4 % \| 6 % \| 4 % \| n. a. \| 6 % \| n. a. \| n. a. \| \| INSA[23] \| 08.03.2014 \| 43 % \| 22 % \| 15 % \| 2 % \| 5 % \| 1 % \| n. a. \| 7 % \| 2 % \| n. a. \| \| uniQma[23] \| 02.01.2014 \| 49 % \| 15 % \| 17 % \| 2 % \| 6 % \| 1 % \| 2 % \| 6 % \| n. a. \| 2 % \| \| Infratest dimap[23] \| 20.08.2013 \| 45 % \| 14 % \| 14 % \| 5 % \| 11 % \| 3 % \| 3 % \| n. a. \| n. a. \| 5 % \| \| Emnid[23] \| 09.04.2013 \| 43 % \| 19 % \| 16 % \| 5 % \| 7 % \| 4 % \| 4 % \| n. a. \| n. a. \| 2 % \| \| TNS Infratest[23] \| 08.09.2012 \| 41 % \| 19 % \| 16 % \| 4 % \| 7 % \| 3 % \| 7 % \| n. a. \| n. a. \| 3 % \| \| dimap[23] \| 05.09.2012 \| 44 % \| 15 % \| 16 % \| 5 % \| 8 % \| 2 % \| 4 % \| n. a. \| n. a. \| 6 % \| |            |      |       |      |     |       |     |         |       |              |          |
| Institut | Datum      | CDU  | Linke | SPD  | FDP | Grüne | NPD | Piraten | AfD   | Freie Wähler | Sonstige |
| Infratest dimap | 10.07.2014 | 42 % | 21 %  | 13 % | 4 % | 7 %   | 3 % | n. a.   | 7 %   | n. a.        | 3 %      |
| Forsa | 20.06.2014 | 42 % | 18 %  | 15 % | 3 % | 6 %   | 3 % | n. a.   | 8 %   | n. a.        | 5 %      |
| uniQma | 13.06.2014 | 45 % | 16 %  | 13 % | 3 % | 6 %   | 3 % | 2 %     | 7 %   | 2 %          | 3 %      |
| Infratest dimap | 30.04.2014 | 43 % | 18 %  | 16 % | 4 % | 6 %   | 4 % | n. a.   | 6 %   | n. a.        | 3 %      |
| dimap | 29.03.2014 | 45 % | 17 %  | 15 % | 4 % | 6 %   | 4 % | n. a.   | 6 %   | n. a.        | n. a.    |
| INSA | 08.03.2014 | 43 % | 22 %  | 15 % | 2 % | 5 %   | 1 % | n. a.   | 7 %   | 2 %          | n. a.    |
| uniQma | 02.01.2014 | 49 % | 15 %  | 17 % | 2 % | 6 %   | 1 % | 2 %     | 6 %   | n. a.        | 2 %      |
| Infratest dimap | 20.08.2013 | 45 % | 14 %  | 14 % | 5 % | 11 %  | 3 % | 3 %     | n. a. | n. a.        | 5 %      |
| Emnid | 09.04.2013 | 43 % | 19 %  | 16 % | 5 % | 7 %   | 4 % | 4 %     | n. a. | n. a.        | 2 %      |
| TNS Infratest | 08.09.2012 | 41 % | 19 %  | 16 % | 4 % | 7 %   | 3 % | 7 %     | n. a. | n. a.        | 3 %      |
| dimap | 05.09.2012 | 44 % | 15 %  | 16 % | 5 % | 8 %   | 2 % | 4 %     | n. a. | n. a.        | 6 %      |

n. a.: nicht angegeben
(*) Vorgängerorganisation: Freie Sachsen

### Koalitionswunsch
| Institut        | Datum      | Erhebungsmethodik                     | Rot-rot-grün | Schwarz   | Schwarz-rot | Schwarz-grün | Schwarz-gelb | Schwarz-blau |
| --------------- | ---------- | ------------------------------------- | ------------ | --------- | ----------- | ------------ | ------------ | ------------ |
| Infratest dimap | 21.08.2014 | sehr gut / gut weniger gut / schlecht | 35 % 61 %    | 32 % 66 % | 54 % 42 %   | 30 % 65 %    | 30 % 67 %    | 14 % 79 %    |
| uniQma          | 18.08.2014 | Präferenz                             | 25 %         | 24 %      | 24 %        | 10 %         | 09 %         | n. a.        |

Hinweis: Die Umfragen von uniQma und Infratest dimap sind nicht direkt vergleichbar, da ihnen jeweils eine unterschiedliche Erhebungsmethodik zugrunde liegt. Während uniQma nach einer Koalitionspräferenz fragt, wird von Infratest dimap jede Koalitionsoption einzeln abgefragt.

### Ministerpräsidenten-Präferenz
| Institut                | Datum      | Tillich (CDU) | Gebhardt (Linke) | Dulig (SPD) |
| ----------------------- | ---------- | ------------- | ---------------- | ----------- |
| Infratest dimap         | 31.08.2014 | 58 %          | 9 %              | 17 %        |
| Forschungsgruppe Wahlen | 31.08.2014 | 63 %          | 14 %             | –           |
| Forschungsgruppe Wahlen | 28.08.2014 | 65 %          | 13 %             | –           |
| Infratest dimap         | 21.08.2014 | 57 %          | 6 %              | 14 %        |
| Forschungsgruppe Wahlen | 21.08.2014 | 62 %          | 14 %             | –           |

### Sympathiewerte
Ob ihnen der Spitzenkandidat sympathisch sei, bejahten die befragten Sachsen zu folgenden Anteilen:
| Institut        | Datum      | Tillich (CDU) | Dulig (SPD) | Hermenau (Grüne) | Große (Freie Wähler) | Gebhardt (Linke) | Zastrow (FDP) | Petry (AfD) | Willer (Piraten) | Szymanski (NPD) |
| --------------- | ---------- | ------------- | ----------- | ---------------- | -------------------- | ---------------- | ------------- | ----------- | ---------------- | --------------- |
| uniQma          | 18.08.2014 | 77 %          | 73 %        | 55 %             | 55 %                 | 54 %             | 46 %          | 40 %        | 22 %             | 15 %            |
| Infratest dimap | 07.07.2014 | 71 %          | 23 %        | 20 %             | –                    | 16 %             | 26 %          | 17 %        | –                | 12 %            |
| uniQma          | 02.01.2014 | 82 %          | 70 %        | 62 %             | –                    | 54 %             | 48 %          | 35 %        | –                | –               |

## Aktionen zur Wahl
Der Wahl-O-Mat der Bundeszentrale für politische Bildung für die Landtagswahl wurde bis zum 29. August 2014 von 213.000 Usern benutzt. 2004 verzeichnete der Wahl-o-mat in Sachsen insgesamt 72.000 Nutzer.

## Verfassungsmäßigkeit
Wegen der Zulassung der AfD-Landesliste trotz vorheriger Streichung Arvid Samtlebens durch den AfD-Landesvorstand wurde die Wahl unter anderem von den Rechtswissenschaftlern Martin Morlok (Universität Düsseldorf) und Sophie Schönberger (Universität Konstanz) als verfassungswidrig angesehen. Morlok war dabei der Meinung, an Neuwahlen führe kein Weg vorbei. Schönberger erklärte: „Der Landeswahlausschuss hätte die gesamte AfD-Liste zurückweisen müssen. Die Streichung eines gewählten Kandidaten durch den Vorstand aus politischen Gründen ist ein klarer Verstoß gegen das Gebot innerparteilicher Demokratie.“ Eine Beschwerde von Samtleben gegen die veränderte AfD-Liste war von der Landeswahlleiterin zurückgewiesen worden. Samtleben sagte damals: „Das war sehr überraschend, da es ja keine Gespräche zwischen mir und den Vertrauenspersonen gab. Das heißt, die streichen nach Gutsherrenart.“ Die AfD-Landesvorsitzende Frauke Petry hatte vor dem Wahlprüfungsausschuss erklärt, dass Samtlebens Verbleib auf der Liste „eine Zumutung für die AfD-Mitglieder und vor allem für die Wähler der AfD gewesen“ wäre. Zudem habe es ihm an Engagement und Rückhalt in seinem Kreisverband gefehlt. Der Thüringer AfD-Landesvorsitzende Björn Höcke hielt den Vorfall für einen „Formfehler, den Frauke Petry mit Leichtigkeit durch Vorlage der entsprechenden Beweise aus der Welt schaffen kann“.